# Girasoles para Lucía
Girasoles para Lucía foi uma Telenovela peruana, escrita por Elsa Echeverría e Doris Seguí. Exibida em 1999.

## Sinopse
Lucía Trevi é uma jovem sonhadora que quer ser estrela de Hollywood e acaba se apaixonando pelo playboy José Simon Landaetta.
Coincidentemente, ela sofre um assalto e quem a socorre é Roberto Landaeta, arquiteto, irmão de José Simon. Inicia-se então um triângulo amoroso repleto de reviravoltas.
José Simon tem um caso secreto com sua prima Vilma e Roberto possui uma noiva que ficou um ano fora do país e retorna para complicar o romance.
Como se não bastasse, um mal entendido vira-se a favor de Lucía. Acreditando que ela é a Condessa italiana Sabrina de Fernesi, José Simon se interessa. Lucía, com a ajuda dos amigos, se transforma na Condessa e acaba por envolver José Simon.
Típico de qualquer bom melodrama, há outro conflito em questão. As empresas Landaeta querem comprar uma faixa de terreno onde se localiza a pensão e restaurante do pai de Lucía - Paolo Trevi. Nesta pensão vivem Paolo, Lucía, Maria - tia de Lucía, Ester e Enzo, primos da moça. José Simon, o principal interessado no terreno, arma todas as situações para forçar a família a vender a casa.
Outro ponto é Verônica, filha mais nova de Regina Landaeta - mãe de José Simon e de Roberto. Rebelde e cheia de personalidade, ela acaba se envolvendo com Enzo, primo de Lucía.